# Mokdad El-Yamine
Mokdad El-Yamine, né le 13 juillet 1986 à Marseille, est un taekwondoïste algérien.

## Biographie
Il remporte la médaille d'or dans la catégorie des moins de 54 kg aux Championnats d'Afrique de taekwondo 2010 et médaillé d'or aux Jeux africains de 2011. Il est éliminé au premier tour des Jeux olympiques d'été de 2012 en catégorie des moins de 58 kg.